# Holzhausen am Ammersee
Holzhausen am Ammersee ist ein Ortsteil von Utting am Ammersee im oberbayerischen Landkreis Landsberg am Lech.

## Geographie
Holzhausen liegt direkt am Ammersee-Westufer auf einer Höhe von 559 m ü. NN. Nach der Volkszählung vom 25. Mai 1987 hatte das Kirchdorf Holzhausen 282 Einwohner, es gab 110 Gebäude bzw. 142 Wohneinheiten.

## Geschichte
Urkundlich wurde Holzhausen erstmals im Jahr 776 erwähnt, als Isanhart aus dem Geschlecht der Huosi einige seiner Güter, darunter Holzhusun (Bedeutung: Häuser am Holz) dem Kloster Schlehdorf vermachte.
Im Jahr 1226 hatte Otto Fues von Bernried das Patronatsrecht. Im 14. Jahrhundert besaß bereits das Kloster Dießen den sogenannten Unteren und den oberen Hof.
Als im Jahr 1456 die St. Ulrichskirche als Pfarrkirche erwähnt wird, bestand Holzhausen aus nur vier Anwesen. Dies hielt Placidus Braun in seiner Geschichte der Diözese Augsburg fest. Der Ort besaß damals pfarrliche Rechte.
1652 wurden 14 Anwesen registriert, von denen neun zum Kloster Dießen und sechs zum Spital Füssen gehörten. Auch 1831 wurden 14 Häuser gezählt, mit 74 Einwohnern.
Holzhausen gehörte zur früheren Gemeinde Rieden, die 1819 aus dem gleichnamigen und territorial identischen Steuerdistrikt gebildet wurde. Bis zur Gemeindebildung 1819 gehörte Holzhausen zur Hofmark St. Georgen im Landgericht Landsberg, die im Besitz des Klosters Dießen war. Am 1. Juli 1972 wurde Rieden größtenteils nach Dießen eingemeindet, nur eine Fläche von 261,21 Hektar mit Holzhausen kam zu Utting. Die Gemarkung Rieden wurde damit geteilt. Holzhausen gehört heute zur Gemarkung Rieden (bzw. zum Gemarkungsteil) in der Gemeinde Utting am Ammersee.

## Künstlerkolonie Holzhausen
Um 1900 siedelten sich hier Künstler an, verbrachten in Atelier-Sommerhäusern Wochenenden und Ferien, trafen sich und feierten Feste.
Die Holzhausener Maler gehörten der Künstlergemeinschaft „Die Scholle“ an, die im Jahr 1899 in München gegründet wurde. Der Name „Scholle“ stammt aus einem Vers des Schriftstellers Michael Georg Conrad:
„Mußt Deine eigene Scholle beackern, die siebengescheiten Nachbarn laß gackern.“

### Künstler
- Eduard Thöny (1866–1950)
- Fritz Erler (1868–1940)
- Erich Erler (1870–1946)
- Adolf Münzer (1870–1953)
- Walter Georgi (1871–1924)
- Mathias Gasteiger (1871–1934)
- Anna  Gasteiger (1877–1954)
- Clara Ewald (1859–1948)
- Paul Neu (1881–1940)
- Kurt Kühn (1880–1957)
- Reinhold Max Eichler (1872–1947)
- Leopold Durm (1878–1918)
- Franz Siegele (1885–1955)

## Kultur und Sehenswürdigkeiten
Der Ort erlangte als Künstlerdorf Bekanntheit. In Holzhausen trägt der Maibaum Motive, die Paul Neu (1881–1940) nachempfunden wurden. Heinz Rohrmoser, mit Neu verwandt, ließ den Künstler auch bei einem der „Wetterfahnderl“ Pate stehen, die die Dächer auf seinem Anwesen schmücken.
Am Holzhausener Seeufer befindet sich das Künstlerhaus Gasteiger mit Landschaftsgarten der Bayerischen Verwaltung der staatlichen Schlösser, Gärten und Seen, in dem Anna Karolina Sophie und Mathias Gasteiger lebten und arbeiteten. In der Bauernstube der Künstlervilla wird heute gern standesamtlich geheiratet.
An den Sonntagen von April bis Oktober ist im Gasteiger-Haus das kleine Museum mit wechselnden Ausstellungen geöffnet. Aber auch wenn das Museum nicht besucht werden kann, lohnt sich der Spaziergang durch den Landschaftspark direkt am Ammersee hin zu dieser Künstler-Villa mit seinem gepflegten Bauern- und Blumengarten.
Die Filialkirche St. Ulrich, ein einfacher Bau mit romanischem Langhauskern und halbrundem Chor, hat einen niedrigen Zwiebelturm, dessen Spitze um 1800 errichtet wurde.

Künstlerhaus Gasteiger
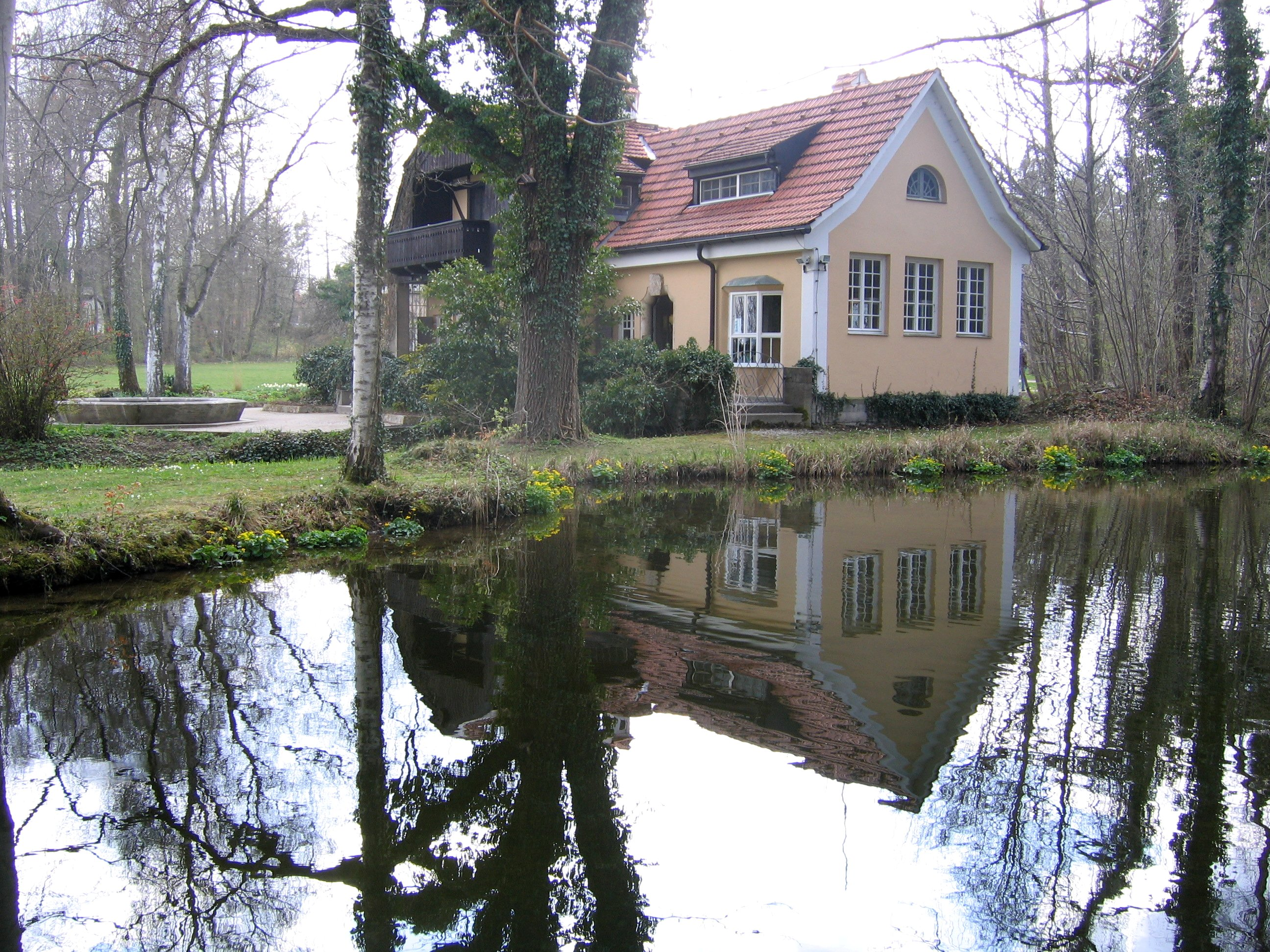
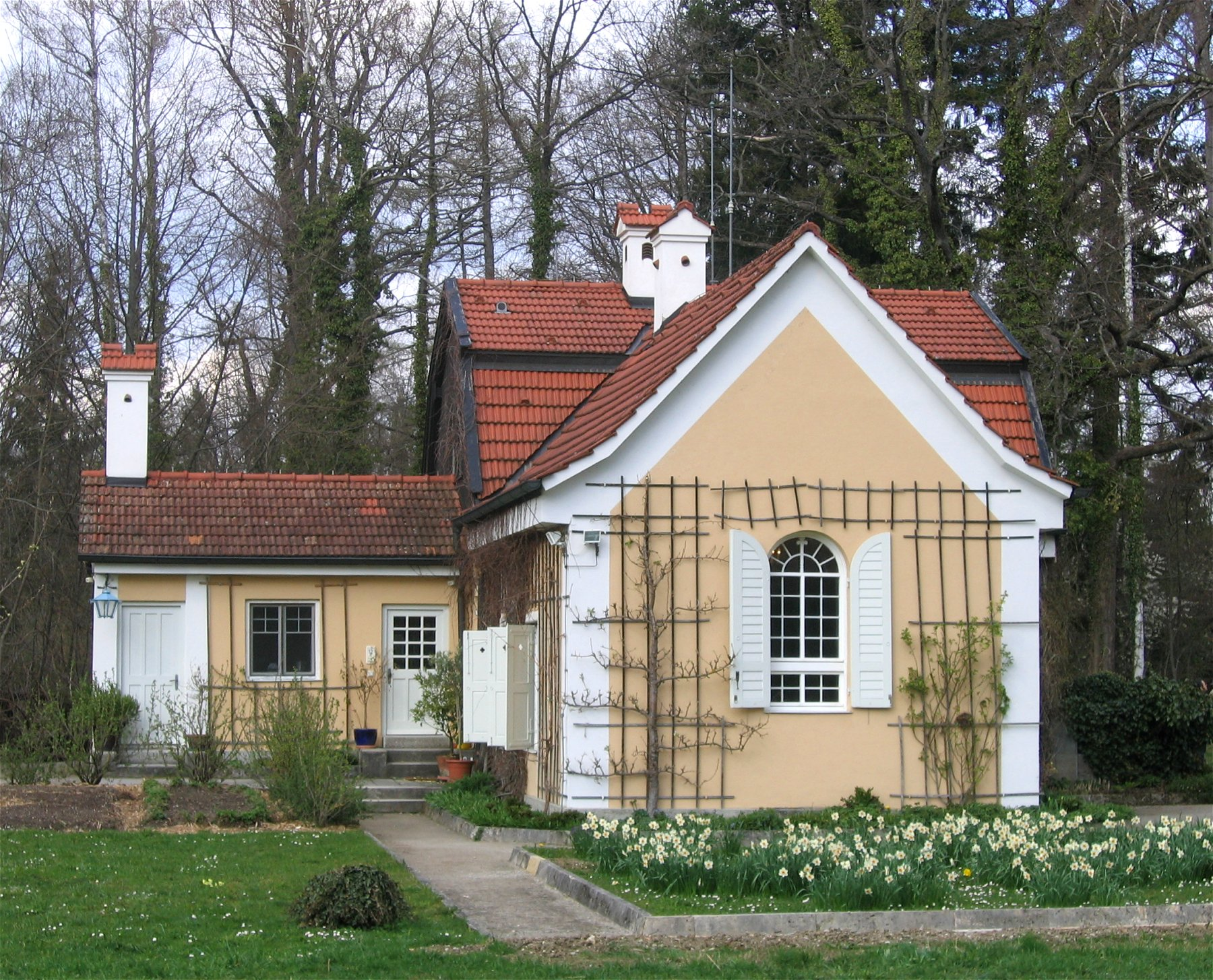
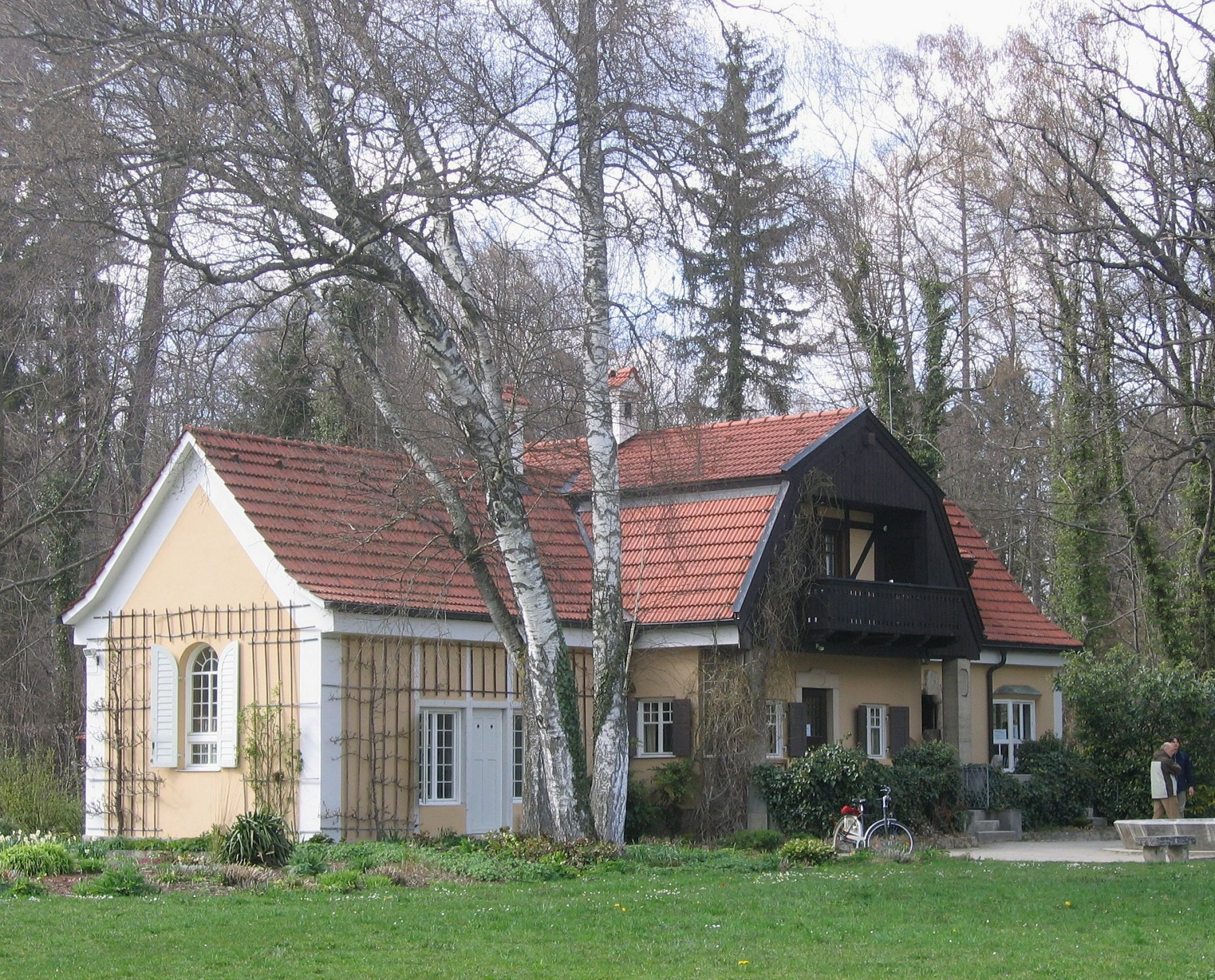

## Bodendenkmäler
Siehe: Liste der Bodendenkmäler in Utting am Ammersee

## Wichtige Einrichtungen
- BVS-Bildungszentrum Holzhausen